# Salată de vinete

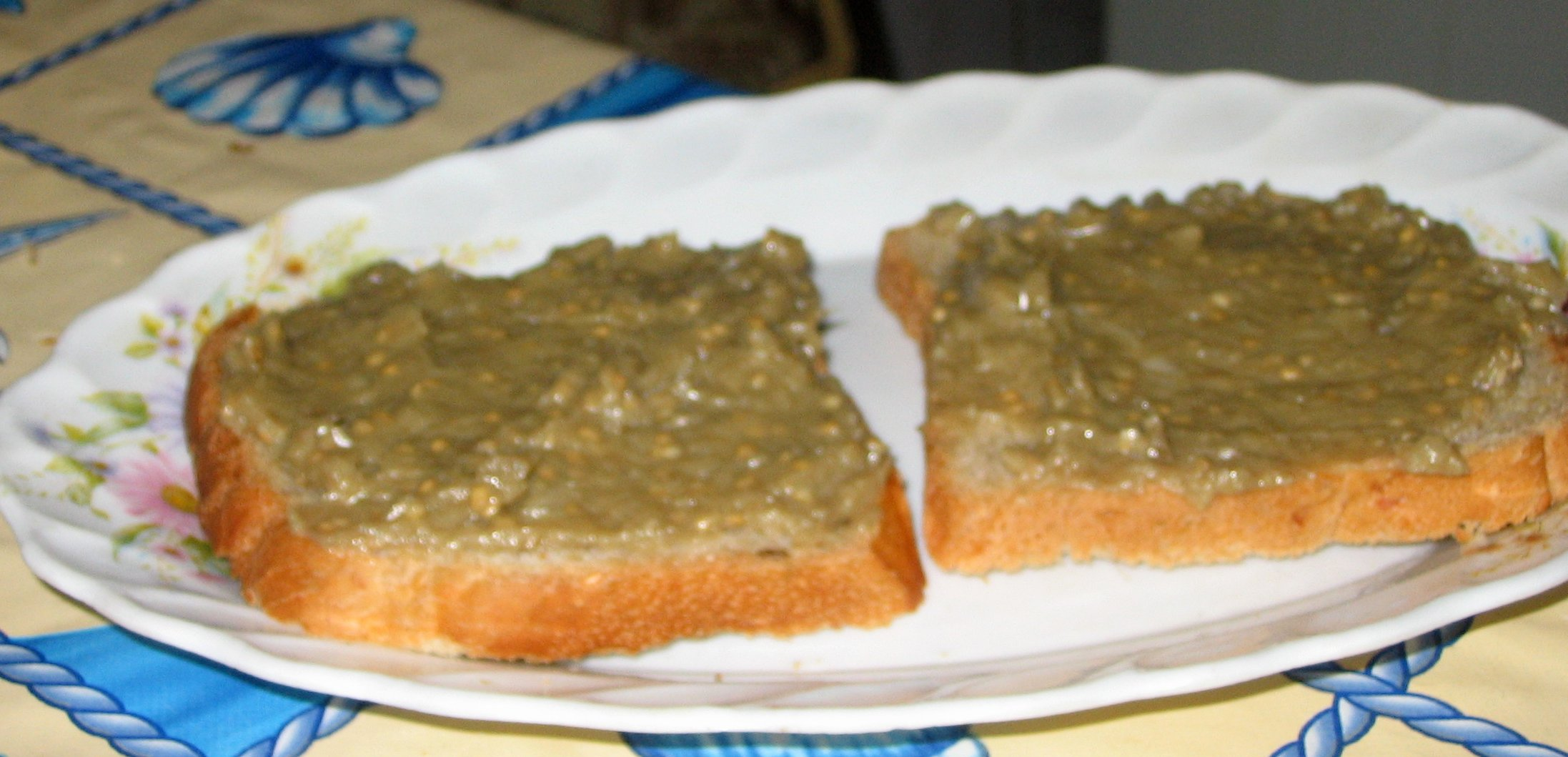
Llesques de pa amb amanida d'albergínia de maionesa

La salată de vinete (amanida d'albergínies) és una especialitat culinària romanesa feta a partir d'albergínies al forn, pelades i trossejades finament, barrejades amb oli, llimona o vinagre, sal i pebre.

## Ingredients
Per a 4-6 persones necessiteu 4 albergínies mitjanes, una mica de suc de llimona (o vinagre), prou oli de gira-sol, sal i pebre, per degustar també una mica de mostassa o un rovell d'ou cru i maionesa. En cap cas es recomana l'oli d'oliva.

## Mètode de preparació
Coure les albergínies en una planxa de ferro o en una paella al forn escalfada a 200 ° C fins que es cremi la pell. Després de coure-les, poseu-les en un bol amb aigua freda, netegeu-les de cremades i poseu-les sobre un taulell de fusta. Un cop escorreguts, trossegeu-los finament i, a continuació, bateu-los bé en un bol, afegint-hi la llimona, la sal, el pebre i, si es vol, una culleradeta de mostassa o un rovell d'ou cru a mesura que l'oli es vagi convertint en una pasta. No s'ha d'utilitzar mai una batedora elèctrica. Poseu-ho a la nevera i, a continuació, serveix l'amanida amb les cebes tallades ben fines i els tomàquets a rodanxes. Les cebes no s'afegeixen immediatament a les albergínies, perquè s'oxiden i fan malbé el gust.
S'hi sol afegir maionesa o un oli que venen expressament, però amaga el gust de les albergínies. Però si el gust especial de l'albergínia és massa fort, posar-hi maionesa és una solució.
L'anet també es pot afegir a l'amanida i les olives a la guarnició. També es pot afegir telemea per completar el plat.